# Chopralla liebenauae
Chopralla liebenauae is een haft uit de familie Baetidae. De wetenschappelijke naam van de soort is voor het eerst geldig gepubliceerd in 1987 door Soldán, Braasch & Muu.
De soort komt voor in het Oriëntaals gebied.